# E-Prix de Roma de 2021
El e-Prix de Roma de 2021 fue una carrera de monoplazas eléctricos del Campeonato Mundial de Fórmula E, que transcurrió el 10 y 11 de abril de 2021 en el circuito callejero del EUR en Roma, Italia. Fue la primera carrera en el nuevo diseño del circuito. En la carrera 1 el ganador fue Jean-Éric Vergne, seguido por Sam Bird y Mitch Evans. Mientras en la carrera 2 el ganador fue Stoffel Vandoorne, seguido por Alexander Sims y Pascal Wehrlein.

## Carrera 1

### Entrenamientos Libres

#### Libres 1

##### Resultados[2]
| Pos. | N.º | Piloto              | Escudería                  | Mejor tiempo |
| ---- | --- | ------------------- | -------------------------- | ------------ |
| 1    | 11  | Lucas di Grassi     | Audi Sport ABT Schaeffler  | 1:38.785     |
| 2    | 5   | Stoffel Vandoorne   | Mercedes EQ Formula E Team | 1:38.847     |
| 3    | 4   | Robin Frijns        | Envision Virgin Racing     | 1:39.031     |
| 4    | 7   | Sérgio Sette Câmara | Dragon/Penske Autosport    | 1:39.044     |
| 5    | 71  | Norman Nato         | ROKIT Venturi Racing       | 1:39.141     |

#### Libres 2

##### Resultados[3]
| Pos. | N.º | Piloto             | Escudería                  | Mejor tiempo |
| ---- | --- | ------------------ | -------------------------- | ------------ |
| 1    | 28  | Maximilian Günther | BMW i Andretti Motorsport  | 1:39.517     |
| 2    | 17  | Nyck de Vries      | Mercedes EQ Formula E Team | 1:39.709     |
| 3    | 5   | Stoffel Vandoorne  | Mercedes EQ Formula E Team | 1:39.900     |
| 4    | 22  | Oliver Rowland     | Nissan e.dams              | 1:39.924     |
| 5    | 6   | Nico Müller        | Dragon/Penske Autosport    | 1:39.961     |

### Clasificación[4][4]

#### Resultados
| Pos. | N.º | Piloto                 | Escudería                        | GS         | SP       | Parrilla |
| ---- | --- | ---------------------- | -------------------------------- | ---------- | -------- | -------- |
| 1    | 5   | Stoffel Vandoorne      | Mercedes EQ Formula E Team       | 1:38.963   | 1:38.484 | 1        |
| 2    | 36  | André Lotterer         | TAG Heuer Porsche Formula E Team | 1:38.627   | 1:38.651 | 2        |
| 3    | 22  | Oliver Rowland         | Nissan e.dams                    | 1:38.491   | 1:38.889 | 3        |
| 4    | 11  | Lucas di Grassi        | Audi Sport ABT Schaeffler        | 1:39.050   | 1:38.903 | 4        |
| 5    | 25  | Jean-Éric Vergne       | DS Techeetah                     | 1:39.066   | 1:38.947 | 5        |
| 6    | 28  | Maximilian Günther     | BMW i Andretti Motorsport        | 1:39.068   | 1:39.751 | 6        |
| 7    | 4   | Robin Frijns           | Envision Virgin Racing           | 1:39.081   |          | 7        |
| 8    | 17  | Nyck de Vries          | Mercedes EQ Formula E Team       | 1:39.162   |          | 8        |
| 9    | 99  | Pascal Wehrlein        | TAG Heuer Porsche Formula E Team | 1:39.241   |          | 9        |
| 10   | 23  | Sébastien Buemi        | Nissan e.dams                    | 1:39.348   |          | 10       |
| 11   | 10  | Sam Bird               | Jaguar Racing                    | 1:39.443   |          | 11       |
| 12   | 20  | Mitch Evans            | Jaguar Racing                    | 1:39.654   |          | 12       |
| 13   | 94  | Alex Lynn              | Mahindra Racing                  | 1:39.743   |          | 13       |
| 14   | 71  | Norman Nato            | ROKIT Venturi Racing             | 1:39.762   |          | 14       |
| 15   | 29  | Alexander Sims         | Mahindra Racing                  | 1:39.829   |          | 15       |
| 16   | 7   | Sérgio Sette Câmara    | Dragon/Penske Autosport          | 1:39.943   |          | 16       |
| 17   | 6   | Nico Müller            | Dragon/Penske Autosport          | 1:40.057   |          | 17       |
| 18   | 13  | António Félix da Costa | DS Techeetah                     | 1:40.079   |          | 18       |
| 19   | 88  | Tom Blomqvist          | NIO 333 Formula E Team           | 1:40.120   |          | 19       |
| 20   | 27  | Jake Dennis            | BMW i Andretti Motorsport        | 1:40.456   |          | 20       |
| 21   | 33  | René Rast              | Audi Sport ABT Schaeffler        | 1:48.022   |          | 21       |
| 22   | 37  | Nick Cassidy           | Envision Virgin Racing           | 1:51.081   |          | 22       |
| 23   | 48  | Edoardo Mortara        | ROKIT Venturi Racing             | Sin tiempo |          | 23       |
| 24   | 8   | Oliver Turvey          | NIO 333 Formula E Team           | Sin tiempo |          | 24       |

### Carrera[5]

#### Resultados
| Pos. | N.º | Piloto                 | Escudería                        | Vueltas | Tiempo/Retirado | Parrilla | Puntos |
| ---- | --- | ---------------------- | -------------------------------- | ------- | --------------- | -------- | ------ |
| 1    | 25  | Jean-Éric Vergne       | DS Techeetah                     | 24      | 48:47.177       | 5        | 25     |
| 2    | 10  | Sam Bird               | Jaguar Racing                    | 24      | +0.461          | 11       | 18     |
| 3    | 20  | Mitch Evans            | Jaguar Racing                    | 24      | +0.756          | 12       | 15+1   |
| 4    | 4   | Robin Frijns           | Envision Virgin Racing           | 24      | +1.034          | 7        | 12     |
| 5    | 23  | Sébastien Buemi        | Nissan e.dams                    | 24      | +3.142          | 10       | 10     |
| 6    | 33  | René Rast              | Audi Sport ABT Schaeffler        | 24      | +3.534          | 21       | 8      |
| 7    | 99  | Pascal Wehrlein        | TAG Heuer Porsche Formula E Team | 24      | +3.918          | 9        | 6      |
| 8    | 94  | Alex Lynn              | Mahindra Racing                  | 24      | +5.720          | 13       | 4      |
| 9    | 28  | Maximilian Günther     | BMW i Andretti Motorsport        | 24      | +18.296         | 6        | 2      |
| 10   | 37  | Nick Cassidy           | Envision Virgin Racing           | 24      | +18.763         | 22       | 1      |
| 11   | 88  | Tom Blomqvist          | NIO 333 Formula E Team           | 24      | +19.089         | 19       |        |
| 12   | 71  | Norman Nato            | ROKIT Venturi Racing             | 24      | +20.045         | 14       |        |
| 13   | 22  | Oliver Rowland         | Nissan e.dams                    | 24      | +20.270         | 3        | 0+1    |
| 14   | 6   | Nico Müller            | Dragon/Penske Autosport          | 24      | +21.155         | 17       |        |
| 15   | 7   | Sérgio Sette Câmara    | Dragon/Penske Autosport          | 24      | +21.415         | 16       |        |
| 16   | 36  | André Lotterer         | TAG Heuer Porsche Formula E Team | 24      | +22.987         | 2        |        |
| Ret  | 17  | Nyck de Vries          | Mercedes EQ Formula E Team       | 21      | Accidente       | 8        |        |
| Ret  | 11  | Lucas di Grassi        | Audi Sport ABT Schaeffler        | 21      | Eléctrico       | 4        |        |
| Ret  | 5   | Stoffel Vandoorne      | Mercedes EQ Formula E Team       | 21      | Accidente       | 1        | 0+3    |
| Ret  | 13  | António Félix da Costa | DS Techeetah                     | 20      | Eléctrico       | 18       |        |
| Ret  | 27  | Jake Dennis            | BMW i Andretti Motorsport        | 18      | Eléctrico       | 20       |        |
| Ret  | 48  | Edoardo Mortara        | ROKIT Venturi Racing             | 12      | Eléctrico       | 23       |        |
| Ret  | 29  | Alexander Sims         | Mahindra Racing                  | 3       | Eléctrico       | 15       |        |
| DNS  | 8   | Oliver Turvey          | NIO 333 Formula E Team           | 0       | Chasis          | 24       |        |

## Carrera 2

### Entrenamientos Libres

#### Libres 3

##### Resultados[6]
| Pos. | N.º | Piloto              | Escudería                  | Mejor tiempo |
| ---- | --- | ------------------- | -------------------------- | ------------ |
| 1    | 37  | Nick Cassidy        | Envision Virgin Racing     | 1:40.107     |
| 2    | 28  | Maximilian Günther  | BMW i Andretti Motorsport  | 1:40.156     |
| 3    | 5   | Stoffel Vandoorne   | Mercedes EQ Formula E Team | 1:40.662     |
| 4    | 7   | Sérgio Sette Câmara | Dragon/Penske Autosport    | 1:40.808     |
| 5    | 22  | Oliver Rowland      | Nissan e.dams              | 1:40.962     |

### Clasificación[5][4]

#### Resultados
| Pos. | N.º | Piloto                 | Escudería                        | GS         | SP       | Parrilla |
| ---- | --- | ---------------------- | -------------------------------- | ---------- | -------- | -------- |
| 1    | 37  | Nick Cassidy           | Envision Virgin Racing           | 1:56.860   | 1:52.011 | 1        |
| 2    | 71  | Norman Nato            | ROKIT Venturi Racing             | 1:56.006   | 1:52.343 | 2        |
| 3    | 99  | Pascal Wehrlein        | TAG Heuer Porsche Formula E Team | 1:58.777   | 1:52.630 | 3        |
| 4    | 5   | Stoffel Vandoorne      | Mercedes EQ Formula E Team       | 1:59.105   | 1:54.359 | 4        |
| 5    | 28  | Maximilian Günther     | BMW i Andretti Motorsport        | 1:58.274   | 1:54.701 | 5        |
| 6    | 29  | Alexander Sims         | Mahindra Racing                  | 1:58.500   | 1:55.598 | 6        |
| 7    | 48  | Edoardo Mortara        | ROKIT Venturi Racing             | 1:59.497   |          | 7        |
| 8    | 22  | Oliver Rowland         | Nissan e.dams                    | 1:59.512   |          | 8        |
| 9    | 6   | Nico Müller            | Dragon/Penske Autosport          | 1:59.630   |          | 9        |
| 10   | 23  | Sébastien Buemi        | Nissan e.dams                    | 1:59.701   |          | 10       |
| 11   | 10  | Sam Bird               | Jaguar Racing                    | 1:59.739   |          | 11       |
| 12   | 20  | Mitch Evans            | Jaguar Racing                    | 2:00.128   |          | 12       |
| 13   | 11  | Lucas di Grassi        | Audi Sport ABT Schaeffler        | 2:00.150   |          | 13       |
| 14   | 88  | Tom Blomqvist          | NIO 333 Formula E Team           | 2:00.205   |          | 14       |
| 15   | 13  | António Félix da Costa | DS Techeetah                     | 2:00.557   |          | 15       |
| 16   | 94  | Alex Lynn              | Mahindra Racing                  | 2:00.943   |          | 16       |
| 17   | 8   | Oliver Turvey          | NIO 333 Formula E Team           | 2:01.197   |          | 17       |
| 18   | 17  | Nyck de Vries          | Mercedes EQ Formula E Team       | 2:01.229   |          | 18       |
| 19   | 4   | Robin Frijns           | Envision Virgin Racing           | 2:02.038   |          | 19       |
| 20   | 33  | René Rast              | Audi Sport ABT Schaeffler        | 2:02.061   |          | 20       |
| 21   | 25  | Jean-Éric Vergne       | DS Techeetah                     | 2:04.864   |          | 21       |
| 22   | 36  | André Lotterer         | TAG Heuer Porsche Formula E Team | Sin tiempo |          | 22       |
| 23   | 7   | Sérgio Sette Câmara    | Dragon/Penske Autosport          | Sin tiempo |          | 23       |
| 24   | 27  | Jake Dennis            | BMW i Andretti Motorsport        | Sin tiempo |          | 24       |

### Carrera[4]

#### Resultados
| Pos. | N.º | Piloto                 | Escudería                        | Vueltas | Tiempo/Retirado | Parrilla | Puntos |
| ---- | --- | ---------------------- | -------------------------------- | ------- | --------------- | -------- | ------ |
| 1    | 5   | Stoffel Vandoorne      | Mercedes EQ Formula E Team       | 26      | 46:52.603       | 4        | 25+1   |
| 2    | 29  | Alexander Sims         | Mahindra Racing                  | 26      | +0.666          | 6        | 18     |
| 3    | 99  | Pascal Wehrlein        | TAG Heuer Porsche Formula E Team | 26      | +2.346          | 3        | 15     |
| 4    | 48  | Edoardo Mortara        | ROKIT Venturi Racing             | 26      | +5.018          | 7        | 12     |
| 5    | 28  | Maximilian Günther     | BMW i Andretti Motorsport        | 26      | +5.305          | 5        | 10     |
| 6    | 20  | Mitch Evans            | Jaguar Racing                    | 26      | +5.671          | 12       | 8      |
| 7    | 13  | António Félix da Costa | DS Techeetah                     | 26      | +6.133          | 15       | 6      |
| 8    | 88  | Tom Blomqvist          | NIO 333 Formula E Team           | 26      | +12.032         | 14       | 4      |
| 9    | 6   | Nico Müller            | Dragon/Penske Autosport          | 26      | +12.872         | 9        | 2      |
| 10   | 23  | Sébastien Buemi        | Nissan e.dams                    | 26      | +14.795         | 10       | 1      |
| 11   | 25  | Jean-Éric Vergne       | DS Techeetah                     | 26      | +15.676         | 20       |        |
| 12   | 7   | Sérgio Sette Câmara    | Dragon/Penske Autosport          | 26      | +16.009         | 22       |        |
| 13   | 27  | Jake Dennis            | BMW i Andretti Motorsport        | 26      | +16.352         | 23       |        |
| 14   | 8   | Oliver Turvey          | NIO 333 Formula E Team           | 26      | +17.134         | 24       |        |
| 15   | 36  | André Lotterer         | TAG Heuer Porsche Formula E Team | 26      | +17.838         | 21       |        |
| 16   | 22  | Oliver Rowland         | Nissan e.dams                    | 26      | +21.140         | 8        |        |
| 17   | 94  | Alex Lynn              | Mahindra Racing                  | 26      | +37.697         | 16       |        |
| 18   | 4   | Robin Frijns           | Envision Virgin Racing           | 26      | +43.103         | 18       |        |
| Ret  | 10  | Sam Bird               | Jaguar Racing                    | 25      | Accidente       | 11       |        |
| Ret  | 17  | Nyck de Vries          | Mercedes EQ Formula E Team       | 25      | Accidente       | 17       |        |
| Ret  | 37  | Nick Cassidy           | Envision Virgin Racing           | 22      | Frenos          | 1        | 0+3    |
| Ret  | 33  | René Rast              | Audi Sport ABT Schaeffler        | 21      | Accidente       | 19       |        |
| Ret  | 11  | Lucas di Grassi        | Audi Sport ABT Schaeffler        | 8       | Eléctrico       | 13       |        |
| DSQ  | 71  | Norman Nato            | ROKIT Venturi Racing             | 26      | Descalificado   | 2        | 0+1    |

## Clasificaciones tras la ronda
| Pos. | Piloto            | Puntos | Cambios       |
| ---- | ----------------- | ------ | ------------- |
| 1    | Sam Bird          | 43     | Crecimiento   |
| 2    | Mitch Evans       | 39     | Crecimiento   |
| 3    | Robin Frijns      | 34     | Sin cambios   |
| 4    | Stoffel Vandoorne | 33     | Crecimiento   |
| 5    | Nyck de Vries     | 32     | Decrecimiento |

| Pos. | Equipo                           | Puntos | Cambios       |
| ---- | -------------------------------- | ------ | ------------- |
| 1    | Jaguar Racing                    | 82     | Sin cambios   |
| 2    | Mercedes-EQ Formula E Team       | 65     | Sin cambios   |
| 3    | DS Techeetah                     | 46     | Crecimiento   |
| 4    | Envision Virgin Racing           | 37     | Decrecimiento |
| 5    | TAG Heuer Porsche Formula E Team | 32     | Crecimiento   |